# أعلام تونسيون (كتاب)
أعلام تونسيون هو عنوان كتاب للصادق الزمرلي كتبه ونشره بالفرنسية عام 1967، وعربه حمادي الساحلي ليصدر عام 1986 بالعربية عن دار الغرب الإسلامي ببيروت. في هذا الكتاب ترجم المؤلف لعدد من معاصريه من عرفهم عن قرب وعمل معهم ومن بينهم الأخوان محمد وعلي باش حانبة ومحمد بورقيبة والبشير صفر وغيرهم من حركة الشباب التونسي. 

عنوان الكتاب كما يبدو على غلافه